# 科尔多瓦罗马城墙

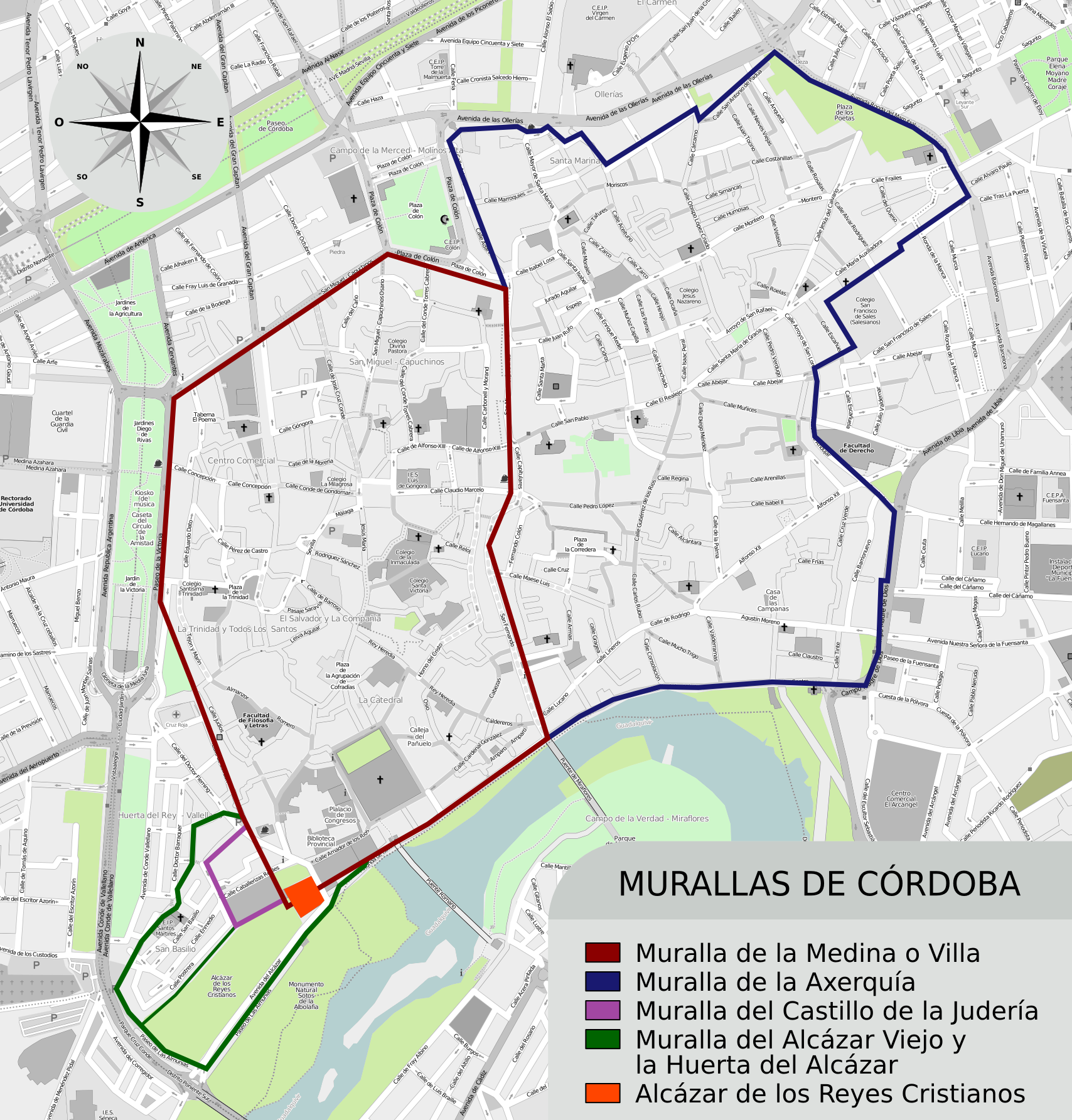
Walls of Córdoba: the Roman Walls on the left are dark red

科尔多瓦罗马城墙是西班牙科尔多瓦的古罗马城墙，修建于公元前206年罗马共和国征服这座城市后。这些城墙现在是联合国教科文组织世界遗产科尔多瓦历史中心的一部分。

## 建筑

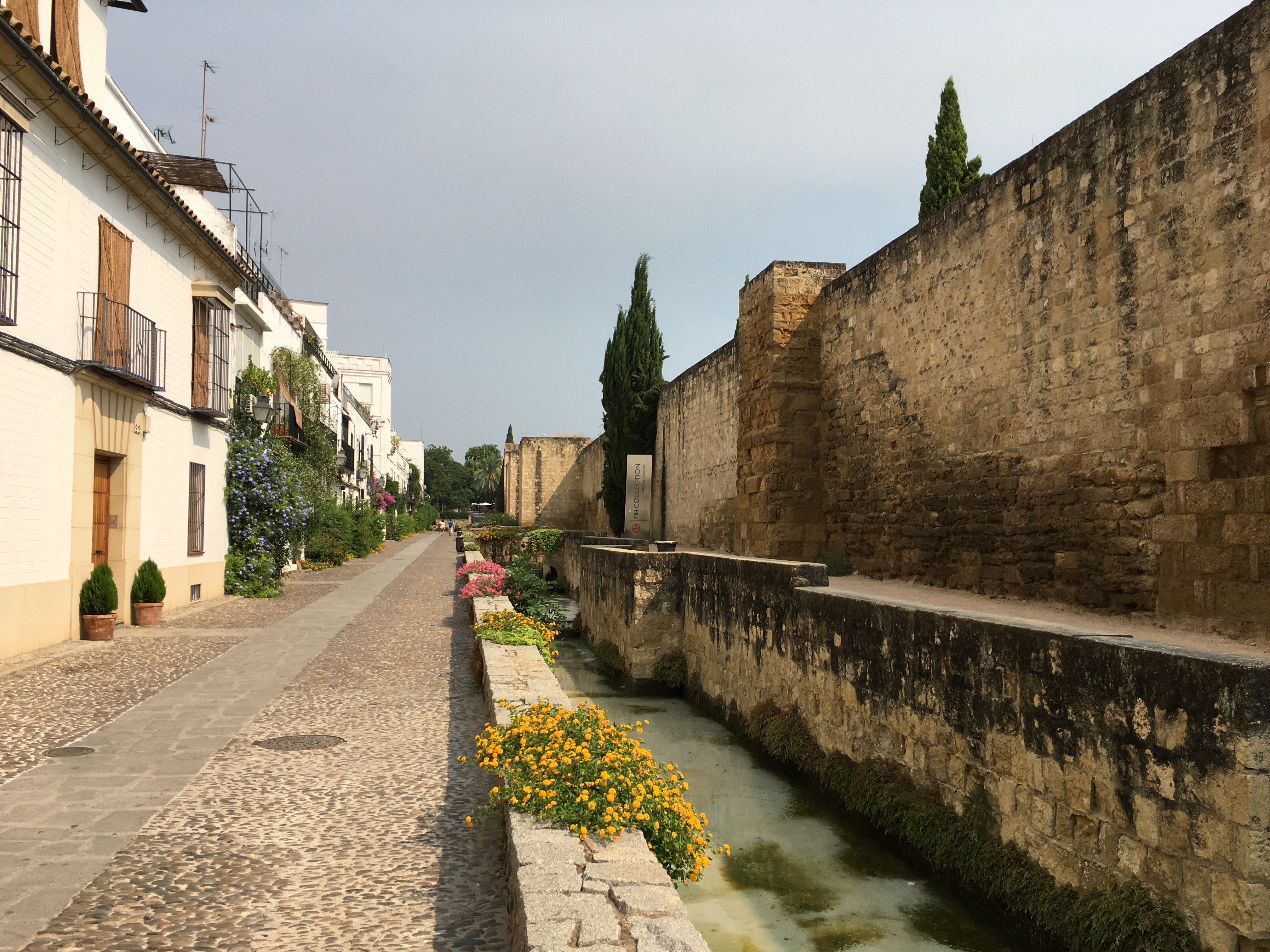

罗马人占领科尔多瓦后不久就建造了防御城墙，绵延约 2650米，完全包围这座城市。城墙用精心切割的石头砌筑，外墙高 3米，内墙高 1.2 米，两侧有6米宽的间隙，填满碎石。城墙沿线有几座半圆形的塔楼。奥古斯都统治时期，这座城市拆除南侧城墙，将城市范围扩大到河边。其遗迹位于基督教君主城堡内，靠近罗马桥，Avenida de la Ribera 街两侧。Calle San Fernando 和 Calle Cairuán 旁边的城墙（1950年代修复）保留了罗马时期的基座。 从罗马神庙旁边的街道，可以看到一段罗马城墙。